# Strongylosoma sagittarium
Strongylosoma sagittarium är en mångfotingart som beskrevs av Karsch 1881. Strongylosoma sagittarium ingår i släktet Strongylosoma och familjen orangeridubbelfotingar. Inga underarter finns listade i Catalogue of Life.